# Da Guedes
Da Guedes é um grupo de rap brasileiro, formado na cidade de Porto Alegre no ano de 1993. Nestes mais de 20 anos de estrada o grupo enfrentou, como todos do movimento, inúmeras dificuldades, mas não se deixou abater. Foram muitos shows, para públicos variados, ao lado tanto de bandas como Planet Hemp e os locais Ultramen, como dos essencialmente rap Racionais MC's, Pavilhão 9, Thaíde & DJ Hum e Marcelo D2.

## História
Oriundos da Rua Guedes da Luz no bairro Partenon, em Porto Alegre, em 1993 os caras "da guedes", como eram conhecidos, Alexandre “Baze” Ricoi, Fabio Albuquerque “Nitro Di” e Dj Deeley, juntamente com uma turma de skatistas locais, acabou por denominar o nome grupo, mas foi só no ano de 1997, depois de muita estrada, dividindo o palco com grandes nomes da música brasileira que o grupo lançou sua primeira demo, intitulada A Casa não Cai. A qualidade do trabalho logo chamou atenção a gravadora Trama, que viabilizou a gravação do primeiro disco da banda em 1999, “Cinco Elementos”. Produzido por DJ Hum, o álbum lançou os sucessos “Minha Cultura” , “Poa,; “Isso é Brasil” e “Vê se Muda”. Já em 2002 a banda lança um novo CD, em parceria com a gravadora Orbeat Music. Morro Seco Mas Não Me Entrego foi o título escolhido referenciando uma citação ao lema dos soldados da tropa de um dos heróis da Guerra dos Farrapos, Guedes da Luz. O disco apresentou novos sucessos as rádios brasileiras: “Bem Nessa”, “Fração” e “Dr Destino”. O sucesso do álbum foi tamanho que em 2004 a banda foi convidada a participar do Festival de Música Sanary, na França. Ainda em 2004, Da Guedes lança o terceiro álbum da carreira: DG vs a Luz Falsa Que Hipnotiza o Bobo,  o álbum mais pessoal do grupo, em que falam mais de si mesmos, do lugar de onde vieram, suas origens e gostos pessoais. Esse álbum também é marcado por ser mais leve, pois as letras deixam um pouco de lado os motivos políticos em algumas faixas, para falar de assuntos mais positivos e sobre diversão.
Mais uma vez o grupo surprende público e crítica com a qualidade do trabalho apresentado. Destaque para as músicas “Jogo da Vida”, “Tempo Passa” e “Jornada”. Em 2008, o grupo lançou o primeiro DVD da carreira, Acústico. O álbum compilou os principais sucessos da banda contidos nos três CDs anteriores da discografia do grupo: Cinco Elementos (1999), Morro Seco Mas Não Me Entrego (2002) e DG vs a Luz Falsa Que Hipnotiza o Bobo (2004). Além de regravar as principais músicas da carreira em versão acústica, o DVD ainda apresentou faixas inéditas, como "Batmacumba", "O que q vai ser?", "É desse jeito que eu vou", "Não vamos se abalar" e "Vim pra lhe dizer", assim como participações especiais: Thaíde, Nitro Di, Lica Tito, Prego, Spawn e os africanos do Seven Lox. Após encerrar a tour que deu origem ao DVD Da Guedes - Acústico e passou por diversos estados do Brasil e também por países como França e Alemanha, o grupo optou por dar uma pausa nos shows para se dedicarem a outros projetos.
Em 2012, já com 18 anos de carreira, o Da Guedes retoma as atividades trazendo sua formação original: Baze, Nitro Di e DJ Deelay.
Em 2024 como uma das comemorações aos 30 anos de carreira o grupo coloca o seu clássico na pista para que mais de 100 artistas do Brasil inteiro contribuíssem com sua versão.
O ganhador do desafio foi ‪@ZOMBIEJOHNSON‬ mas o nível foi tão alto que decidimos criar uma grande celebração que une 13 artistas que tocaram nossos corações nesta faixa.
DR. DESTINO
O Desafio
Da Guedes
Nitro Di
Baze
Dj Deeley
Autores
Nitro Di, A. Ricoi, H. Marques, Julio Porto 
Participações
Zombie Johnson, Maffe, Negro Rudhy
Jamal, Rua 3, JC Rodrigues, Artur Tuts, Berma MC
Kaboclo Bxd, Taina'M, D'Moreno, Diego'C, Curuman, Jacksom
Participações Especiais
Bira Mattos, Guilherme Chelmes, Thiago King, Spaw Afrocalipse
Também em 2024, Após 15 anos de hiato, o Da Guedes lança o single “Hardcore” a faixa traz um sampler de um dos maiores clássicos do rock gaúcho, "Amigo Punk" Graforéia Xilarmônica - em uma homenagem ao gênero que influenciou gerações no sul do Brasil
Produzida por Nitro Di, “Hardcore” conta com vocais de Alexandre Baze, Soldado Spaw e Nitro Di, além dos scratches do talentoso DJ Deeley. Uma fusão única de ritmos, trazendo uma nova perspectiva ao rap nacional.

## Discografia
| Ano  | Álbum                                  | Formato | Gravadora                  |
| ---- | -------------------------------------- | ------- | -------------------------- |
| 1999 | Cinco Elementos                        | CD      | Matraca/Trama              |
| 2002 | Morro Seco, Mas Não me Entrego         | CD      | Orbeat Music               |
| 2004 | DG Vs a Luz Falsa Que Hipnotiza o Bobo | CD      | Orbeat Music               |
| 2008 | Acústico                               | CD, DVD | Chave Mestra / Olelê Music |

## Prêmios e indicações

### MTV Video Music Brasil
| Ano  | Categoria         | Indicação | Resultado |
| ---- | ----------------- | --------- | --------- |
| 2005 | Videoclipe de Rap | Jornada   | Indicado  |

### Prêmio Hutúz
| Ano  | Categoria             | Indicação                              | Resultado |
| ---- | --------------------- | -------------------------------------- | --------- |
| 2000 | Revelação             | Da Guedes                              | Indicado  |
| 2002 | Música do Ano         | Dr. Destino                            | Indicado  |
| 2004 | Grupo ou Artista Solo | Da Guedes                              | Venceu    |
| 2004 | Álbum do Ano          | DG vs a Luz Falsa que Hipnotiza o Bobo | Indicado  |
| 2004 | Música do Ano         | Jogo da Vida                           | Indicado  |
| 2005 | DJ de Grupo           | Deeley                                 | Indicado  |

### Prêmio Açorianos
| Ano  | Categoria              | Indicação                              | Resultado |
| ---- | ---------------------- | -------------------------------------- | --------- |
| 1999 | Disco de Rap           | Cinco Elementos                        | Venceu    |
| 2004 | Compositor de Pop/Rock | Da Guedes                              | Venceu    |
| 2004 | Disco de Pop/Rock      | DG vs a Luz Falsa que Hipnotiza o Bobo | Venceu    |
| 2004 | Grupo do Ano           | Da Guedes                              | Venceu    |
| 2008 | DVD do Ano             | Da Guedes - Acústico                   | Venceu    |